# Torrelodones (stacja kolejowa)
Torrelodones (hiszp: Estación de Torrelodones) – stacja kolejowa w Torrelodones, we wspólnocie autonomicznej Madryt, w Hiszpanii. Jest obsługiwana przez pociągi linii C-8 i C-10 Cercanías Madrid. Należy do strefy B3 Consorcio Regional de Transportes de Madrid.

## Historia
Stacja Torrelodones została otwarta w 1864 roku, w ramach budowy północnej linii kolejowej, z inicjatywy Compañía de los Caminos de Hierro del Norte de España. Została zbudowana u podnóża małej dzielnicy mieszkalnej, zaledwie 3 km od historycznego miasta. Obecnie ta dzielnica znana jako Torrelodones-Colonia, rozwinęła się wokół dworca i jest dziś jedną z najważniejszych miejscowości.
W 1999 roku stacja została całkowicie odnowiona i rozbudowana, zachowując część oryginalnej konstrukcji. Zostało wybudowane zadaszenie peronów oraz przejście podziemne.